# Wikipedia en inglés simple
La Wikipedia en inglés simple (del inglés: Simple English Wikipedia) es la segunda versión de Wikipedia en inglés, la cual se creó para facilitar la lectura a niños, personas que estén aprendiendo el idioma o gente a la que se le dificulte leer o aprender, o a quienes podrían encontrar difíciles de entender ciertos términos o artículos de la enciclopedia principal. Por eso utilizan solo palabras fáciles de ese idioma, ya que se supone que son las 1000 más comunes del inglés. Hasta junio de 2019, el sitio contiene más de 146,000 páginas de contenido y más de 851,000 usuarios registrados, de los cuales 865 están actualmente activos.
Los artículos en la Wikipedia en inglés simple suelen ser más cortos que sus contrapartes de la Wikipedia en inglés, y suelen presentar solo información básica: Tim Dowling del diario The Guardian explicó que "la versión en inglés simple tiende a atenerse a los hechos comúnmente aceptados". La interfaz también está más sencillamente etiquetada; por ejemplo, el enlace "Artículo aleatorio" en la Wikipedia en inglés se reemplaza con el enlace "Mostrar cualquier página"; los usuarios están invitados a "cambiar" en lugar de "editar" las páginas; al hacer clic en un enlace rojo se muestra un mensaje de "página no creada" en lugar de lo habitual "la página no existe" reemplaza "cambios recientes" por "nuevos cambios". El proyecto utiliza alrededor de 1,500 palabras comunes en inglés, y se basa en el inglés básico, un idioma internacional auxiliar de 850 palabras creado por Charles Kay Ogden en la década de 1920.
Cuando la Wikipedia en inglés simple comenzó en 2003, la Wikipedia en inglés ya tenía 150 000 artículos, mientras que otras 7 Wikipedias tenían más de 15 000 artículos. Dado que las otras Wikipedias ya tienen tantos artículos, la mayoría de los artículos en inglés simple toma los artículos de otras Wikipedias y los hace fáciles de entender, por lo general no son nuevos. El material de la Wikipedia en inglés simple forma la base de One Encyclopedia per Child, un proyecto de One Laptop per Child.